# Jan Boersma
Jan Boersma (1 de novembro de 1968) é um velejador das Antilhas Neerlandesas. medalhista de prata olímpico.

## Carreira
Jan Boersma representou seu país nos Jogos Olímpicos de 1988, na qual conquistou medalha de prata classe lechner. 